# 45300 Thewrewk
A 45300 Thewrewk (ideiglenes jelöléssel 2000 AF45) kisbolygó amely, a kisbolygóövben kering. 2000. január 1-jén fedezte fel Sárneczky Krisztián és Kiss László a Piszkéstetői Csillagvizsgálóban. Először a 2000 AF45 jelölést kapta meg, majd utóbb a 45300-as sorszámot.
A kisbolygó 18 km átmérőjű és 12,6 magnitudó fényességű, a Naptól való távolsága pedig 3,069 csillagászati egység.
A felfedezők javasolták, hogy a kisbolygó a 45300 Thewrewk nevet kapja Ponori Thewrewk Aurél magyar csillagász után.
A Nemzetközi Csillagászati Unió (IAU) illetékes bizottsága jóváhagyta az elnevezést és az engedély 2005. január 27-én meg is érkezett Budapestre. Az elnevezésről szóló dokumentumot 2005. január 31-én ünnepélyes keretek között adta át Sárneczky Krisztián Ponori Thewrewk Aurél részére.

## Kapcsolódó szócikk
- Kisbolygók listája